# Cmentarz parafialny w Karczewie
Cmentarz w Karczewie lub cmentarz parafialny w Karczewie; właściwie cmentarz parafii św. Wita w Karczewie – cmentarz rzymskokatolicki w mieście Karczew (aglomeracja warszawska) w powiecie otwockim, w województwie mazowieckim.

## Znane osoby pochowane na cmentarzu
- Mikołaj Müller (1944–2021) – polski aktor[1]
- Jan Juliusz Tabencki (1940–2018) – polski muzealnik, regionalista i działacz społeczny[2]
- Antoni Trzaskowski (1941–2025) – polski piłkarz[3]